# Saga (historieta)
Saga es una serie de cómic space opera, épica, fantástica escrita por Brian K. Vaughan e ilustrada por Fiona Staples, publicada mensualmente por Image Comics. La serie está en gran medida influenciada por Star Wars, y se basa en ideas que Vaughan tuvo tanto cuando era un niño como ahora que es padre. La serie describe a dos amantes pertenecientes a dos razas extraterrestres envueltas en un largo conflicto bélico, Alana y Marko, que escapan de las autoridades de ambos bandos de una guerra mientras luchan por cuidar a su hija recién nacida, Hazel, quien relata la serie.
El cómic fue descrito en los resúmenes como "Star Wars se mezcla con Juego de tronos," y por los críticos como evocativo tanto de la ciencia ficción y de fantasías épicas como El Señor de los Anillos y de obras clásicas como Romeo y Julieta. Esta es la primera creación de Vaughan que es publicada a través de Image, y es la primera vez que utiliza la narración en uno de sus cómics.
El primer número de Saga se publicó el 14 de marzo de 2012, con buenas críticas y una primera impresión que se vendió completamente. La serie ha ganado varios premios Eisner en 2013, 2014 y 2015 y la primera colección en TPB ganó el premio Hugo por mejor historia gráfica en 2013. En verano de 2018, con la publicación del número 54, Vaughan anunció una pausa de aproximadamente un año, tras el que él y Staples proseguirían con la publicación de la obra. El 9 de octubre de 2021 Image Comics anunció que reanudará su publicación con el número 55, un número doble de 44 páginas, el 26 de enero de 2022.
La editorial Planeta DeAgostini publica el cómic en español para España en el formato de tomos recopilatorios. En México es publicado por la editorial Kamite, y en Argentina es publicado por la editorial Utopía.

## Argumento
El primer arco argumental introduce a los protagonistas de la historia, Alana y Marko, dos amantes de diferentes planetas que están en guerra. Alana viene de la tecnológicamente avanzada Coalición de Landfall, llamada en nombre de Landfall (Terravista), el planeta más grande de la galaxia, y Marko proviene de Wreath (Guirnalda), el único satélite de Landfall, donde su gente tiene la habilidad de utilizar la magia. Debido a que la destrucción de uno de los dos mundos enviaría al otro fuera de órbita, la guerra fue "exteriorizada" a otros mundos. Aunque la paz fue restaurada en los dos mundos originales, el conflicto se expandió a través del resto de los planetas conocidos, cuyas especies nativas se vieron obligadas a elegir un bando. 
Dado que Landfall y Wreath están en lados opuestos, Alana y Marko se conocieron cuando ella fue asignada a custodiarlo en una prisión en el planeta Cleave. Escaparon juntos doce horas después de su primer encuentro. Al comienzo del primer número de la serie, Alana da a luz a su hija, Hazel (Avellana), que ocasionalmente narra la historia. Poco tiempo después, el trío es encontrado por equipos de ambos mundos, que se terminan asesinando entre ellos al tratar de capturarlos, una masacre a la que es culpada la pareja. Sus respectivas naciones no creen que Alana y Marko estén unidos voluntariamente, y son perseguidos por ambos ya que se les percibe como traicioneros, y para prevenir que se expanda el conocimiento de su unión, lo cual dañaría la moral entre sus tropas. En Landfall, el Príncipe Robot IV es asignado por su padre el Rey Robot para capturarlos, y entra en conflicto con su contraparte de Wreath, un mercenario llamado The Will (La Voluntad) que fue contratado por el alto mando del satélite, The Narrative (La Narrativa). El fantasma de una niña llamada Izabel está unida a Hazel, actuando como su niñera, y los cuatro escapan de Cleave antes de ser confrontados por los padres de Marko en la nave-árbol.
En el segundo arco argumental, se reveló más acerca de los padres de Marko y su niñez, y su tiempo inicial con Alana. La exnovia de Marko, Gwendolyn, se unió a la caza junto a The Will, así como también la Chica Esclava, luego llamada Sophie, una esclava sexual de seis años rescatada por The Will y Gwendolyn. La familia luego se refugió en la casa del escritor D. Oswald Heist, el autor de la novela favorita de Alana, donde se encontraron por primera vez con el Príncipe Robot IV.
Vaughan indicó que en el tercer arco argumental de la historia, que comenzó en agosto de 2013, tendrá a "un gran cambio de tono–es parte de la apariencia de la serie que Fiona y yo podemos reinventar pasados algunos números."

## Personajes
Alana
El personaje femenino principal de la serie, Alana es nativa del planeta tecnológicamente avanzado Landfall, el planeta más grande de la galaxia, donde sus habitantes poseen alas que les dan la habilidad de volar. Todos los tíos de Alana fueron masacrados por los habitantes de Wreath en Southmoor. Ella fue reclutada en el ejército, para luchar por su planeta contra los habitantes de Wreath, después que ella abandonó el colegio público, y fue posteriormente amonestada por "miserable cobardía", tras su primera experiencia en batalla, que ocurrió cuando ella era solo una soldado de primera, y ella estaba asignada como artillera de tanque y bombardera en el planeta Mota. Aunque ella se había destacado previamente en Wettingham, su oficial al mando, la Condesa Robot X, le ordenó destruir un puente para prevenir que sea usado por las tropas de Wreath, para acceder a una isla donde un pelotón de Landfall estaba atrapado. Alana inicialmente se rehusó a cumplir la orden, debido a que el puente se encontraba lleno de civiles. Cuando fue presionada por la Condesa Robot X, quien señaló que todo civil en edad de entrar a la milicia que no se resistiera activamente a las tropas de Wreath, era un "objetivo válido", Alana cumplió la orden, enviando cien vehículos por el agua debajo del puente, pero sin embargo fue castigada por la Condesa Robot X por su vacilación, siendo reasignada al planeta Cleave, donde desempeñándose como guardia de prisión conoció a Marko. Durante la cautividad, Alana le leía a Marko Un cigarro nocturno por D. Oswald Heist, una novela romántica acerca de un hombre hecho de roca y la hija adinerada del dueño de una cantera, a lo cual Alana decía que era el mejor libro que había leído, y que cambió su forma de ver la vida. Cuando Alana se enteró de que Marko sería transferido a Blacksite, una prisión desde la cual, los detenidos nunca volvían, ella lo liberó de sus grilletes para que pudiera escapar, a pesar de que solo habían pasado doce horas desde que lo conoció. Después ella contrajo matrimonio con Marko, y tuvieron a su hija, Hazel.
Siendo hija única, Alana rechazaba la enfatización de la familia, siendo solo una justificación de una serie de acciones, llamándola "la consigna de los perdedores", explicando que su padre, sacrificó su vida trabajando en un empleo que odiaba, para mantener a su familia, aunque ella creía que eso también lo hizo abusivo hacia ella y su madre, durante los pocos momentos en que él estaba presente en sus vidas. A pesar de esto, ella se encontró a sí misma utilizando este razonamiento, cuando trataba de proteger a Hazel. Tiempo después que sus padres se separaran, su padre se volvió a casar, esta vez con una amiga de la infancia de Alana, Even. Alana se unió a la milicia pocos meses pasado este hecho. Según las palabras de su hija, Hazel, Alana nunca volvió a visitar su planeta natal.
A diferencia de los otros habitantes de Landfall, Alana creía que sus alas eran vestigiales y no funcionales, hasta que descubrió lo contrario en el número dieciocho.
Marko
El personaje masculino principal de la serie, Marko es originario de la luna de Landfall, Wreath, donde su población poseía cuernos o cornamentas, y podían utilizar magia. Marko era un soldado de infantería en la guerra de su pueblo contra la Coalición de Landfall. Cuando Marko dejó Wreath, él aún era un niño "gung-ho", que solo quería darle orgullo a su luna y matar a algunos." Todo esto cambió después de presenciar su primera batalla, luego empezó a desarrollar un punto de vista menos militarista y más pacifista. Cuando trató de compartir estas dudas con su novia Gwen, él advirtió por sus respuestas insensibles y jingoístas, que ellos habían madurado en direcciones demasiado opuestas para continuar su relación. Marko se rindió ante las fuerzas de la Coalición como un "objetor de conciencia", dieciocho meses antes del inicio de la serie. Él era un prisionero de guerra en el planeta Cleave, hasta que su guardia, Alana, escapó con él, se casaron, y tuvieron una hija, Hazel. El Alto Mando de Wreath envió a The Will, para cazar a Marko debido a que él "renunció a su juramento y traicionó a "La Narrativa" por medio de su "fraternización" con una soldado enemiga. Aunque él se declaró como pacifista y vegetariano y juró nunca volver a empuñar su espada desde que nació su hija Hazel, y le desagradaba la práctica de portar armas de fuego, sin embargo, utilizó su espada cuando su familia fue amenazada, y era tan talentoso con su espada que logró derrotar a un escuadrón entero de enemigos armados con pistolas, a lo cual el Príncipe Robot IV se refirió como una "fuerza de la naturaleza".
Hazel
La hija de los dos personajes principales, nació en el primer número, y ocasionalmente relata la historia. Ella tiene alas como su madre, cuernos como su padre, y ojos café-verdosos distintos a los de sus dos padres. Ella fue llamada en honor de la bibliotecaria que recomendó el libro de D. Oswald Heist a Alana. Ella vivió la mayoría de su niñez creciendo en la nave-árbol en la cual ella y sus padres escaparon de Cleave. Se la vio dar sus primeros pasos al final del tercer arco argumental.
Príncipe Robot IV
Un miembro de la familia real del Reino Robot, contratado por Landfall como su principal perseguidor de Alana y Marko. Al igual que otros de su raza, es un humanoide con una pequeña televisión por cabeza, a lo cual Vaughan explicó que se debe a la influencia de su fascinación por televisores viejos, que desarrolló cuando comenzó a escribir para la televisión. Él también posee sangre azul, y la habilidad de transformar su brazo derecho en un cañón, aunque puede modificar la potencia de su disparo a voluntad, para perforar a través de la parte superior del torso de una persona, o dispararles en la rótula.
Políticamente, Vaughan caracteriza la relación del Reino Robot con Landfall diciendo, "Aunque no es exactamente análogo, es casi tan extraña como la relación actual de Estados Unidos con Arabia Saudita." Una escena del primer número muestra a dos de los robots copulando, a lo que Vaughan dijo "actualmente de vital importancia para la historia a largo plazo, por eso estoy muy agradecido que Fiona fuera suficientemente desquiciada para mostrar a nuestros sangre azul en su (casi) correcto esplendor anatómico."
Al comienzo de la serie, el Príncipe Robot IV, había vuelto recién de "un tour de dos años por el infierno", luego se le debió dar una "pierna nueva", tras sobrevivir a uno de los peores ataque sorpresa en la historia militar. Por esto, el Príncipe Robot IV recibió una medalla el día antes de ser informado, que su padre el Rey Robot, lo había asignado a atrapar a Alana y Marko. Él peleó en Threshold None, donde muchos de los soldados de su lado perecieron. Su esposa se embarazó de su primer hijo, pero él siente que solo podrá presenciar el parto si captura a Alana a tiempo. Posterior a matar a la asesina independiente llamada The Stalk, él confisca su nave espacial con forma de calavera de dragón, para utilizarlo como su propio transporte.
Agente Especial Gale
El agente de la Inteligencia Secreta de Landfall, para el cual trabaja el Príncipe Robot IV. Él coincidió con Alana durante seis meses en el entrenamiento básico de batalla. Después de enterarse de que dos periodistas, Upsher y Doff, estaban recopilando la historia de Alana, él contrata a un asesino independiente para detener su investigación.
The Will
El principal perseguidor de los fugitivos, enviado por Wreath, The Will(La Voluntad) es uno de los asesinos independientes contratado por el Alto Mando de Wreath mediante la Agencia de Talentos Brio para asesinar a Marko y Alana, no solo por la traición de Marko, sino que también para que las noticias de la pareja, no se esparzan y amenacen la moral de las tropas. Vez, la mujer que lo contrató a través de la Agencia de Talentos Brio, adicionalmente le solicitó a The Will, que les llevara a Hazel viva y sin daños, para recibir la paga completa. The Will es acompañado por Gata Mentira, una felina gigante parlante que puede detectar mentiras. Vez dijo que contrató a The Will debido a que él comparte con Marko su relativismo moral. La perspectiva moral de The Will es tal, que después de decirle a un proxeneta, en el planeta sexualmente permisivo Sextillion, que la actividad vista en el lugar es bastante poco atrevida, y luego de serle presentado por el proxeneta una esclava sexual de seis años, The Will asesina al proxeneta. The Will fue una vez el amante de The Stalk(El Acoso), una mujer-araña, asesina independiente, que también fue asignada para cazar a Alana y Marko, hasta que es asesinada por el Príncipe Robot IV, por lo cual The Will juró venganza. Él desarrolló una atracción por Gwendolyn, a pesar de que él aún estaba de luto por la muerte de The Stalk. Su hermana Sophie, quien lo llamó "Billy", y quien fue la responsable de presentarle a The Stalk, es otra asesina independiente, que trabaja bajo el nombre de The Brand (La Marca). En el tercer arco argumental, el decidió abandonar su vida de asesino, pero sufrió una herida casi fatal producto de una puñalada en la garganta. Aunque es llevado a un hospital, a tiempo para salvarle la vida, se dijo que él nunca se recuperaría completamente del trauma.
Gata Mentira
Gata Mentira es una felina de pelaje verdoso y parlante, compañera de The Will que lo asiste en su trabajo. Así como indica su nombre (Gata de la Mentira), ella tiene la habilidad de detectar cuando una aseveración verbal es una mentira, a lo cual ella indica diciendo, "Mentira". Las habilidades de Lying Cat, no están limitadas solo a detectar un engaño por parte de alguien que sabe que está diciendo una falsedad, también pueden detectar cuando una frase no es verdadera, como conjetura, incluso cuando el hablante cree que lo que dice es verdadero. Por ejemplo, cuando Gwendolyn cayó bajo los efectos de un alucinógeno, ella le preguntó a Gata Mentira, si la persona que le quitó la virginidad, estaba en frente de ellas, a lo que Lying Cat le respondió, "¿Mentira?". De acuerdo con Izabel, su especie siempre se rigen por las reglas, una referencia al hecho de que su especie además debe admitir verdades éticas, tanto como las verdades fácticas. Cuando Gwendolyn, que se convirtió en una aliada de Gata Mentira, accidentalmente asesinó a un hombre, Izabel dijo que no tenían el derecho de ejecutar a ese hombre en su propia casa, lo cual Gata Mentira no pudo negar. Se reveló que Gata Mentira era la cría más pequeña y débil de su camada de siete gatos, lo cual le causó una gran aflicción.
Izabel
Uno de los "horrores" de Cleave, Izabel es el fantasma de una mona humanoide adolescente, que murió por pisar una mina antipersona. Ella se manifiesta como un torso rojizo con sus intestinos colgando por debajo de su polera. Ella provenía de una familia de los guerreros de la resistencia, que cavaron túneles para escapar de los invasores de Cleave. Ella hizo un trato con Alana para salvar la vida de Marko a cambio de ser llevada con ellos cuando salgan del planeta, pero para poder hacerlo, debe unir su alma con la de Hazel. A pesar de que Alana inicialmente se negó a esto, al final aceptó el trato, y pronto comenzó a apreciar la presencia de Izabel, dado que ella puede actuar como "niñera" durante la noche y permitirles a Alana y Marko descansar. Ella tiene la habilidad de crear ilusiones realistas con las que ella puede disfrazar su apariencia (aunque esto no funciona con las máquinas, como los Robots).
Gwendolyn
Exnovia de Marko, Gwendolyn pertenece al círculo político del planeta Wreath. Al no recibir noticias sobre la misión, parte a buscar a The Will, y se une a él en su búsqueda además de ayudarlo a liberar a la Chica Esclava. Busca capturar a Marko para hacerlo sufrir por su separación.
Sophie
Una ex esclava sexual de seis años y medio, inicialmente conocida solo como "Chica esclava", que The Will descubrió en el planeta dedicado al placer Sextillion. Él y Gwendolyn la rescataron, después la niña reveló que posee el poder de psicometría, que le permitió ayudar a The Will a encontrar a Marko y Alana. The Will decidió llamarla Sophie en el número trece, siendo el mismo nombre de su hermana.
Barr
El padre de Marko, que apareció por primera vez con la madre de Marko al final del número seis. A diferencia de su esposa, Barr aceptó inmediatamente la relación de Alana con Marko, y usó sus habilidades como armero para tejerles ropa protectora con una rueda giratoria. Él le reveló a Alana poco tiempo después de conocerla, que le queda poco menos de un mes de vida, pero le pidió a Alana no decirle esto a Marko o a su madre, dado que no quería su compasión ni pena. Barr le contó que su padre, que murió poco menos de un año después que Marko nació, le relató que el primer nieto propio es la forma de la naturaleza de recordarte tu propia mortalidad. Barr murió a causa del esfuerzo de invocar un hechizo, que ayudó a la familia a escapar de una entidad espacial gigante.
Klara
La madre de Marko, ella apareció por primera vez junto al padre de Marko al final del número seis. Su madre (la abuela de Marko) murió en un incidente en Langencamp a causa de unos soldados de Landfall, y por eso a Klara le costó más aceptar la relación entre Marko y Alana. Ella era una guerrera, que peleó en la Batalla de Cartwright, desde la cual, aún tiene incrustada metralla en sus nalgas. Klara conoció al padre de Marko, Barr en un albergue juvenil en los Cráteres. Él era, como ella lo describía, un estudiante de diseño "un poco raro", que le contó el chiste más obsceno que ella ha escuchado.
D. Oswald Heist
Uno de los escritores de narrativa romántica más prolíficos del universo. Vive en el tranquilo planeta Quietus y hospeda allí a Marko, Alana así como al resto de la familia, cuando llegan siendo perseguidos.
Upsher y Doff
Upsher y Doff son un periodista y fotógrafo sensacionalistas, respectivamente, del planeta Jetsam (Desechos), que trabajan para un periódico llamado The Hebdomadal, y que también son pareja, a pesar de que Jetsam, es un planeta con un estado joven, sufren una homofobia institucionalizada. Ellos aparecieron por primera vez en el número trece, avisados del emparejamiento de Alana y Marko por uno de los soldados de Landfall severamente heridos por Marko en el número cinco. Ellos experimentaron más de una confrontación con asesinos independientes, contratados por el Agente Especial Gale, para ponerle fin a su investigación. La hermana de The Will, otra asesina independiente llamada The Brand, los envenenó con embargon, una sustancia que los mataría, si ellos llegaran a publicaran los resultados de su investigación sobre Alana y su familia a alguna persona, aunque ellos intentaron encontrar una forma de evadir esto, para continuar con su investigación. Ellos tienen la piel azulina y verdosa, respectivamente, orejas con el borde ondulado, manos y pies palmeados y agallas, dado que su sociedad es parcialmente subacuática (aunque son capaces de sobrevivir fuera del agua). Su lenguaje, como otros procedentes de Jetsam, es interpretada en la forma de texto azul rodeado de un globo, que se asemeja más a las nubes de pensamiento de los cómic tradicionales.

## Recepción

### Ventas y reimpresiones
El primer número se vendió completamente en su primera impresión lanzada el 14 de marzo. Una segunda impresión salió el 11 de abril, la misma fecha de lanzamiento del segundo número, también vendida completamente, con una tercera impresión llegando a las tiendas el 25 de abril. Este primer número ha pasado por cinco reimpresiones.
El primer TPB, Saga, Vol. 1, que recopila los seis primeros números, fue publicado el 10 de octubre de 2012, y debutó en el puesto número seis en la lista del New York Times Graphic Books Best Seller en la semana del 29 de octubre. En agosto de 2013, ya había vendido 120.000 copias.
Aunque el séptimo número se vendió completamente, el director de Image Comics, Jennifer deGuzman, anunció en una carta el 12 de diciembre de 2012, a los vendedores minoristas, que no se reimprimirían cómics seleccionados, como este número. DeGuzman explicó esta medida como resultado de un decreciente número de pedidos de títulos con buena acogida como Saga, a pesar de ser aclamados por la crítica y ser constantemente vendida la impresión a nivel de distribuidor, y puntualizó que los pedidos para el octavo número de Saga, disminuyeron un 4% comparados con el séptimo número. Más que invertir en segundas reimpresiones, deGuzman explicó, Image quería enfocar su atención en asegurar que la primera impresión alcanzara las ventas deseadas. Esta decisión molestó a algunos vendedores minoristas, lo que provocó que el editor de Image, Eric Stephenson, anunciara el siguiente día que Image si publicaría una segunda impresión del séptimo número con considerable descuento, pero advirtió que la editorial no sería capaz de reimprimir cada número de las series indefinidamente, e imploró a los vendedores minoristas a no ordenar bajo lo esperado las series.
El segundo TPB inmediatamente debutó en el primer puesto de la lista del New York Times graphic books best-seller.

### Crítica
El primer número fue vastamente aclamado en publicaciones como Publishers Weekly, MTV, Ain't It Cool News, la revista Complex, Comic Book Resources, iFanboy y ComicsAlliance; todos ellos alabaron la habilidad de Vaughan de incorporar elementos de diferentes géneros, estableciendo un complejo escenario y mitología, e introduciendo personajes que atraen al lector. Diversas críticas consideran a la serie como una combinación de obras de ciencia ficción/fantásticas como Star Wars y El Señor de los Anillos, y obras clásicas de literatura como Romeo y Julieta, Hamlet y el Nuevo Testamento. AICN destacó el uso de la recién nacida Hazel, como un solitario individuo que relata eventos de gran escala, desde una perspectiva del pasado, y Alex Zalben de MTV Geek comentando que puede escuchar a John Williams tocar mientras lee la historia. Múltiples críticas por otro lado, alaban a Vaughan por empezar la historia con el nacimiento de Hazel, en vez de dañar el ritmo de la historia con una detallada exposición de como Alana y Marko se conocieron y enamoraron. Todd Allen del The Beat aprobó el "sabor" único de la serie, señalando las motivaciones de los personajes, la profundidad de sus ambientes surrealistas, lo extraño de las varias excentricidades de la historia, y la naturalidad con que el tiempo transcurre en la historia política de fondo. Tanto Alex Evans del Weekly Comic Book Review y P. S. Hayes del Geeks of Doom, llamaron a esta obra como un "clásico"; Hayes además elogió a Image Comics por publicar una obra tan "original". También fue largamente aclamado el trabajo de Fiona Staples, que fue descrito como "glorioso", con Zalben prediciendo que los lectores se "enamorarían locamente" con el arte, y Greg McElhatton del Comic Book Resources (CBR) comparando positivamente sus ilustraciones con las de Leinil Francis Yu, específicamente su uso de líneas delicadas para encuadrar los personajes con grandes e intensas figuras, y la mezcla de lo familiar con lo desconocido juntos, que usa Staples en el diseño de sus personajes para crear un universo visualmente cohesivo. AICN elogió el manejo de Staples de grandes y abiertos escenarios, y otros elementos del género, así como también su maestría en expresiones faciales, con lo cual AICN sintió que perfectamente calzaba con los diálogos sutiles de Vaughan. Todd Allen del The Beat escribió que los paisajes de Staples juegan un papel tan importante en la historia como lo que sucede en el primer plano.
Los números siguientes, que componen los seis números del primer arco argumental, también obtuvieron críticas positivas similares, con tres reimpresiones del segundo número, y una segunda reimpresión para los números del tres al seis. La serie fue incluida en la lista "The Comics We're Thankful For This Year", del año 2012, publicada por IGN, y obtuvo el primer puesto en la lista "Top 10 Comics of 2012" publicada por CBR. En agosto de 2013, Douglas Wolk de la revista Time se refirió a la serie como un "el más reciente éxito", llamándola "pícara, vulgar y gloriosamente ingeniosa."

### Premios
Saga ganó los tres premios Eisner a los que fue nominada en 2013: mejor serie continuada, mejor serie nueva y mejor escritor. El primer volumen recopilatorio (TPB) ganó el premio Hugo a la mejor historia gráfica en 2013. La serie fue nominada a siete premios Harvey en 2013, incluyendo mejor serie nueva y mejor serie continuada.
En 2014 la serie ganó los tres Eisner a los que fue nominada: Mejor ilustrador/artista multimedia, mejor guionista y mejor serie regular. En 2015 volvió a estar norminada en 3 categorías, pero en esta ocasión solo ganó mejor serie regular y mejor dibujante.
En 2015 el cuarto volumen recibió el premio Goodreads Choice Awards "Best Graphic Novels & Comics".

### Censura
El 9 de abril de 2013, medios de comunicación reportaron que Apple, Inc tenía prohibida la venta del individual número 12 de Saga mediante IOS porque dos paneles que representaban sexo oral en una pequeña imagen inclumplían la restricciones de Apple sobre el contenido sexual. Esto resultó en críticas por artistas y escritores, que señalaron contenido explícito similar en números anteriores y otros trabajos vendidos a través de ITunes Store. William Gibson y otros sugirieron que la restricción pudo haber ocurrido específicamente porque el dibujo en cuestión representa sexo gay. Al día siguiente, la distribuidora digital Comixology anunció que habían sido ellos, no Apple, quien tomó la decisión de mantener reservado el número basándose en sus interpretaciones de las reglas de Apple, después de eso recibieron la aclaración de Apple, el individual ahora podría venderse por IOS.
En 2014, la serie fue incluida en la lista de American Library Association de los diez libros más frecuentemente desafiados ese año. Fue desafiado por contener desnudos y lenguaje ofensivo siendo "anti-familiar"... sexualmente explícito, e inadecuado para el grupo de edad.

### Otros formatos
Una colección de camisetas o poleras con la imagen de Lying Cat ha sido producida, y se ha visto frecuentemente en las noticias de espectáculos. En el episodio "Pac-Man Fever", lanzado el 24 de abril de 2013, de la serie de televisión norteamericana Supernatural, al personaje Charlie Bradbury (interpretado por Felicia Day) se le ve usando una polera con el personaje de Lying Cat. Day, que se ha referido a Saga como ""el mejor cómic existente", indicó que el escritor de la serie, Robbie Thompson, eligió la prenda.
Aunque han sido expresados los intereses de adaptar Saga en una película o una serie de televisión, Vaughan y Staples han reafirmado su voluntad de no hacerlo en una entrevista en agosto de 2013, con Vaughan afirmando que el objetivo de Saga es concebido como "hacer algo que absolutamente no se podría hacer en una película o una serie de televisión. Estoy realmente feliz con que sea solo un cómic."